# Estadi François-Coty
L'Estadi Michel Moretti o Stade Michel Moretti és un estadi de futbol situat a Ajaccio (Còrsega).
És propietat de l'AC Ajaccio. Va ser inaugurat el 1969 amb el nom Parc des Sports de l'ACA. L'estadi té una capacitat d'11.000 espectadors, i rebé el nom d'un antic batlle de la vila.

## Enllaços externs

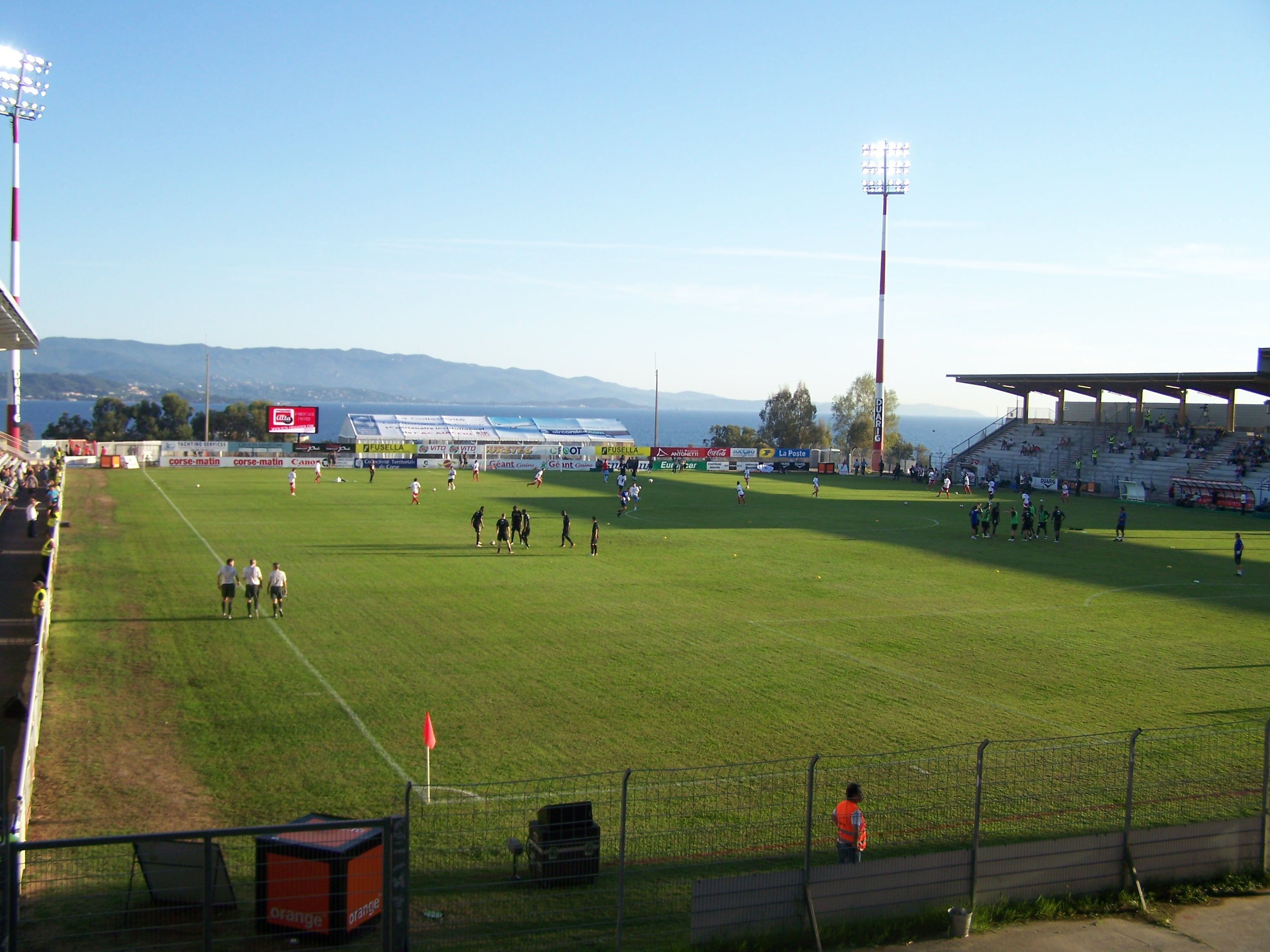
Vista de l'estadi